# Finlands vänner
Finlands vänner var en organisation som hjälpte den finska "vita" sidan under finska inbördeskriget 1918. 
Frivilligrörelsen hade goda kontakter till svenska beslutsfattare och påverkare och kunde genom sin anknytning till finanskretsar snabbt och effektivt framskaffa ekonomiska medel. 
Tisdagen den 31 januari 1918 samlades representanter för näringslivet, officerskåren och aktivismen på försäkringsbolaget Thules huvudkontor i Stockholm för att dryfta vad svenska krafter kunde göra för att hjälpa den vita sidan i det finska inbördeskriget. Sven Palme och hans söner Olof Palme och Gunnar Palme samt deras kusin Lennart Palme; friherre Johan Mannerheim; greve Louis Sparre, Gustaf Fredrik Östberg, Sven Wijkman, C.B.R. Schenström, tidningsmännen Valdemar Langlet och John Lönnegren kom att blida styrelsen. Johan Mannerheim var ordförande.   
Svenska brigadens expedition uppsattes på Birger Jarlsgatan i Stockholm under ledning av Gustaf Hallström. 